# موتور حاجی عبدالرحمان (نصرت‌آباد)
موتور حاجی عبدالرحمان یا موتور عبدالرحمن دشت مل روستایی در دهستان نصرت‌آباد بخش نصرت‌آباد شهرستان زاهدان استان سیستان و بلوچستان ایران است.

## جمعیت
بر پایه سرشماری عمومی نفوس و مسکن در سال ۱۳۹۵ جمعیت این روستا ۳۱ نفر (۱۳خانوار) بوده‌است.